# Бад Ишъл
Бад Ишъл (на немски: Bad Ischl) е град в Западна Австрия, окръг Гмунден на провинция Горна Австрия. Разположен е около река Ишъл. Надморска височина 468 m. Има жп гара. Балнеологичен курорт. Население 14 079 души от преброяването към 1 април 2009 г. Град Бад Ишъл е избран за Европейска столица на културата за 2024 година, заедно с Бодьо (Норвегия) и Тарту (Естония).